# Egeria (planetka)

Egeria

(13) Egeria je velká planetka hlavního pásu, pojmenovaná po bohyni (nymfě) Egerii. Objevil ji 2. listopadu 1850 Annibale de Gasparis v italském městě Neapol. Její rozměry jsou 217×196 km, povrchová teplota 176 K a hmotnost 1,63×10×1019 kg.

## Voda na Egerii
Spektrální analýza zjistila, že planetka obsahuje neobvykle vysoké množství vody, která tvoří 10,5-11,5% hmotnosti Egerie. Díky tomu by mohla být kandidátem pro budoucí těžbu vody ve vesmíru.